# Jan Stuivinga
Jan Stuivinga (Zwolle, 26 oktober 1881 – Zeist, 4 juni 1962), in vakliteratuur doorgaans J. Stuivinga genoemd, was een Nederlandse architect. Hij werkte vrijwel altijd samen met zijn oudere broer Theo Stuivinga (1880–1959), met wie hij in Zeist een architectenbureau had. Het tweetal was vooral actief in de provincie Utrecht, maar ontwierp ook een groot aantal bouwwerken elders in het land. Hun stijl kenmerkte zich doorgaans door zowel traditionalistische als historiserende elementen. Bijna twintig door Jan Stuivinga al dan niet samen met zijn broer ontworpen panden zijn aangewezen als rijksmonument.

## Leven en werk
De gebroeders Stuivinga waren zoons van de opzichter Rudolph Pabus Stuivinga en Allemtje Woltersom, beiden oorspronkelijk afkomstig uit de provincie Groningen. Het gezin kwam via Drenthe in de Zuid-Hollandse gemeente Maassluis terecht, waar het in 1883 en 1890 nog werd uitgebreid met twee dochters.

#### Beginjaren
Jan Stuivinga behaalde in 1898 een diploma aan de Ambachtsschool in Rotterdam en studeerde daarna in dezelfde stad verder aan de Academie van Beeldende Kunsten en Technische Wetenschappen, die hij in 1901 voltooide, een jaar nadat broer Theo dezelfde opleiding had afgerond. Jan ging daarna in de leer bij de architecten H. Evers (1855–1929) en A.D. Heederik (1862–1937). In 1905–1906 maakte hij reizen naar Duitsland en België, waar hij een groot aantal bouwwerken schetste. Ook werkte hij enige tijd voor de Duitse architect Joh. Kraaz in Berlijn en op het architectenkantoor Ochsenmayer & Wißmüller in Neurenberg.

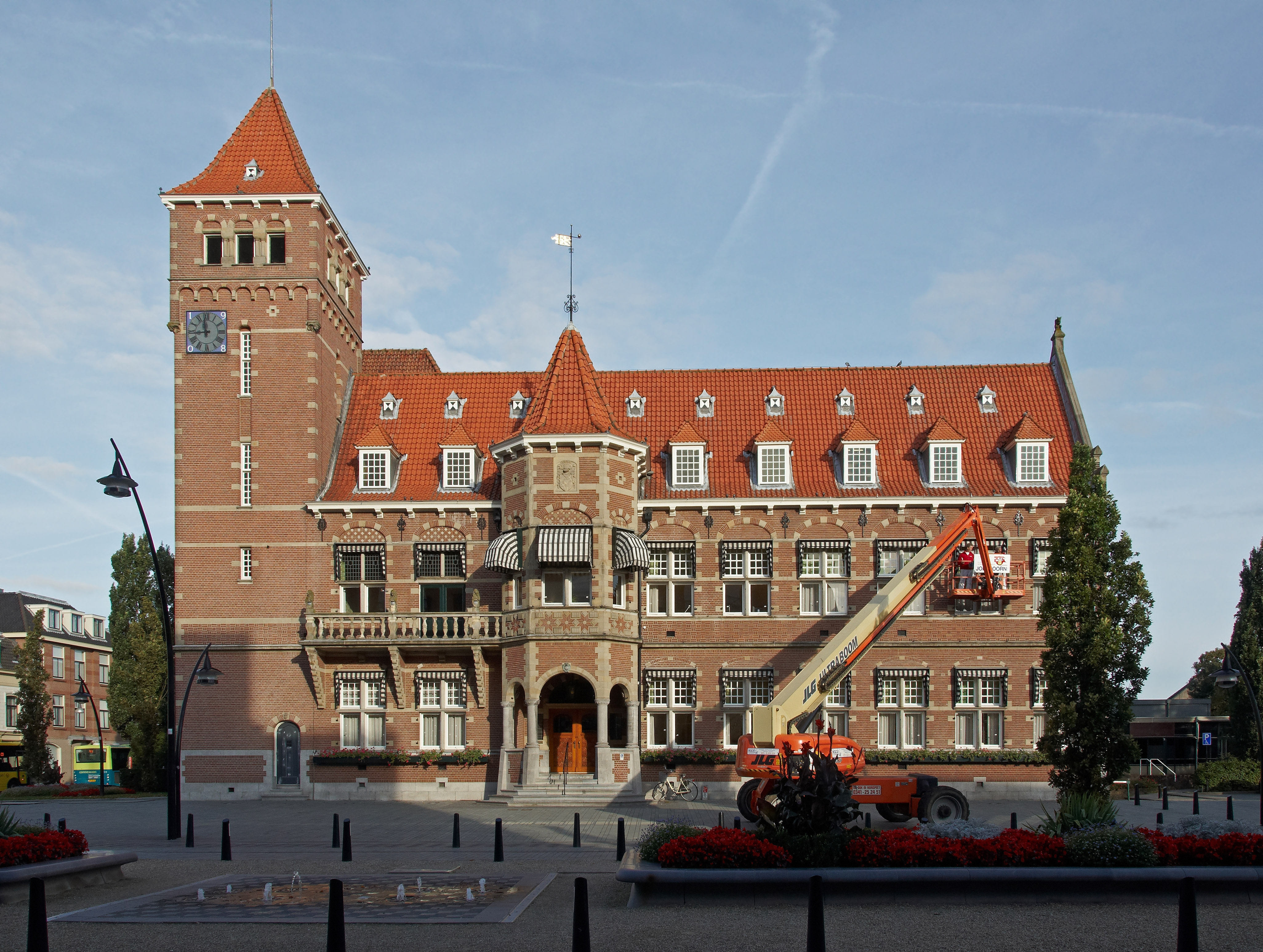
Het raadhuis van Zeist (1908) in 2009. Met zijn tekeningen voor dit gebouw won Jan Stuivinga een in 1906 door de gemeente Zeist uitgeschreven ontwerpwedstrijd. Het was de doorbraak in zijn carrière.

De eerste jaren na zijn afstuderen deed Jan Stuivinga regelmatig mee aan ontwerpprijsvragen, niet zelden zonder succes. De tekeningen die hij tussen 1901 en 1905 voor verschillende prijsvragen van de Vereeniging van Bouwkunst en Vriendschap in Rotterdam indiende, leverden hem twee eerste en twee tweede prijzen op. Zijn inzending voor een door de Rotterdamse Academie in 1903 uitgeschreven "wedstrijd in de bouwkunde" werd met een zilveren medaille bekroond.
Zijn belangrijkste succes boekte Stuivinga bij de ontwerpwedstrijd die de Utrechtse gemeente Zeist eind 1906 rond de bouw van een nieuw raadhuis organiseerde. De jury, die bestond uit de architecten H. Evers, A.D.N. van Gendt, A. Salm en enkele raadscommissieleden, vond zijn neorenaissance ontwerp het beste van de 75 ontvangen inzendingen. Deze eerste prijs betekende de doorbraak in Stuivinga's loopbaan. Toen het jaar daarop de opdracht voor de bouw van het pand werd verleend, verhuisde hij van Rotterdam naar Zeist. Als partner bij het project - waarvan de bouwsom 96.500 gulden bedroeg - schakelde hij zijn broer Theo in, die daarvoor zijn baan als opzichter bij Rijkswaterstaat opgaf en ook in Zeist ging wonen.
Na zijn voltooiing in 1908 kreeg het nieuwe raadhuis in de vakpers over het algemeen positieve recensies. De Opmerker vond dat het gebouw zich onderscheidde "door zijn rood dak temidden van het overvloedig groen der omringende boomen, zijn vele geschilderde vensters en zijn rijk en artistiek uitgevoerd beeldhouwwerk". Het pand maakte volgens het blad "ook inwendig (...) een gunstigen indruk, zoowel door de ruime vestibule en de flinke zaalen voor officieele plechtigheden als door de practisch ingerichte bureaux". Het Bouwkundig Weekblad was kritischer, onder meer vanwege het gebruik van gepleisterde namaakgewelven en met verf nagebootst eikenhout, maar was toch ook van mening dat aan het gebouw "eene hooge kunstwaarde" mocht worden toegekend en dat het "eene groote aanwinst [was] voor deze streek, die zoo rijk door de natuur bedeeld, doch zoo arm is aan goede, moderne bouwwerken".

#### Bloeitijd

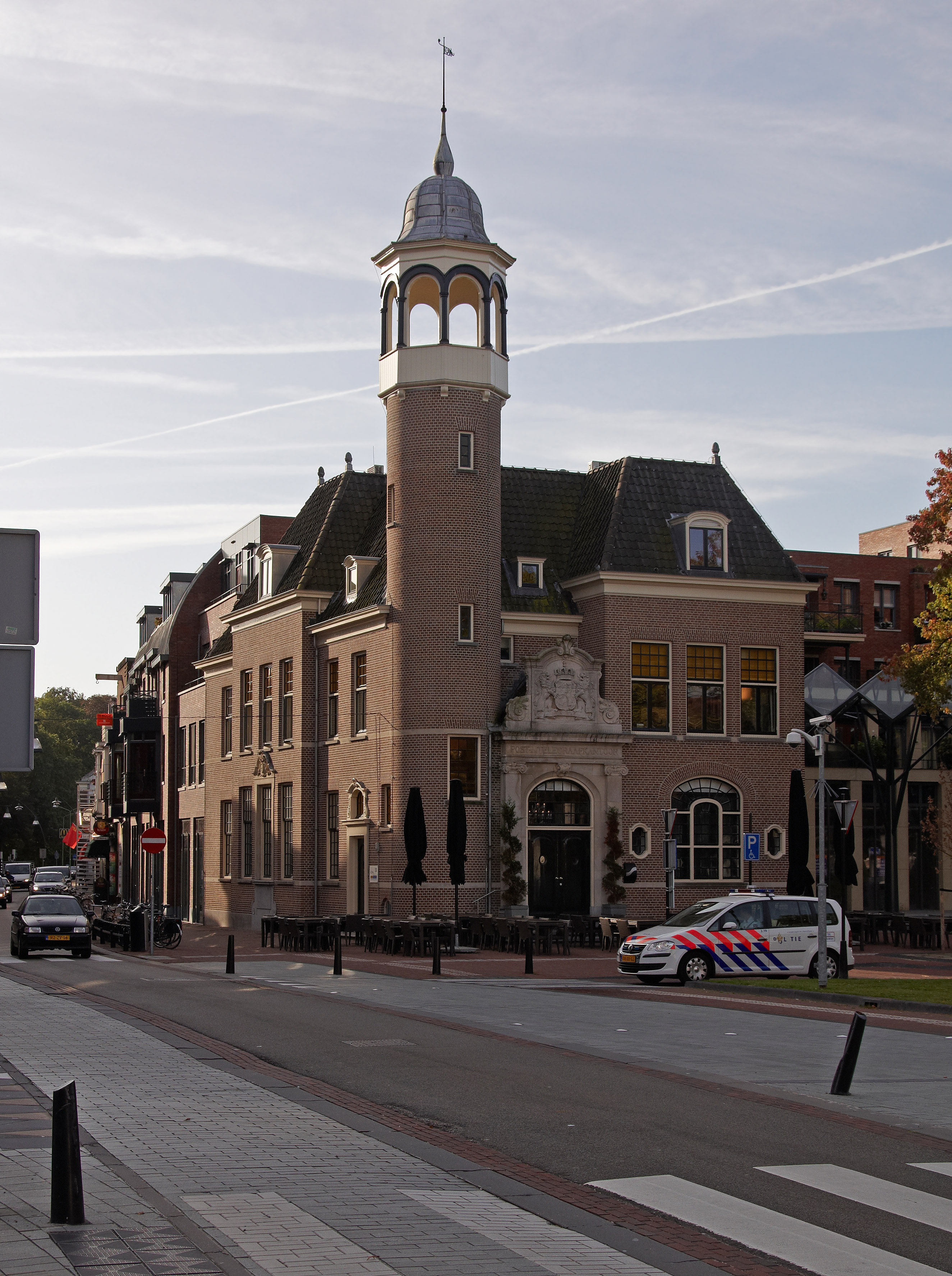
Het postkantoor van Zeist (1911) in 2009

De naamsbekendheid die het Zeister raadhuis de gebroeders Stuivinga bezorgde, leidde tot vele nieuwe opdrachten voor hun architectenbureau, dat vanaf 1910 was gevestigd in het nieuwe zelf ontworpen woon-werkhuis van Jan Stuivinga aan de Zeister Schaerweijderparklaan. In Zeist en omgeving ontwierpen ze onder meer het postkantoor (1911), een school en een groot aantal villa's en landhuizen. Ook elders in de provincie Utrecht kregen ze opdrachten, waaronder in Amersfoort, De Bilt, Leersum, Maarsbergen en in de stad Utrecht. De broers ontwierpen echter ook bouwwerken in andere delen van het land. Zo waren ze in de Groninger plaats Veendam onder andere verantwoordelijk voor een verbouwing van het gemeentehuis (1913), een school (1915) en een blok "middenstandswoningen" (1916). Verder ontwierpen ze kerken in onder meer  Emmen (1923), Enschede (1927), Driebergen-Rijsenburg (1929) en Heerlen (1932). Als een van hun specialismen gold het ontwerpen van ziekenhuizen. Hospitalen van hun hand werden onder andere gebouwd in Schiedam (1920), Rotterdam (1924), Winterswijk (1925), Zeist (1925), Assen (1930) en Utrecht (1926–1940).
Het werk van de Stuivinga's viel over het algemeen in de smaak, zowel bij vakgenoten als bij het publiek. In één geval werd het zelfs geplagieerd: nadat hun Zeister landhuis Het Hooge Dak (1921) in het tijdschrift Buiten was besproken, liet een kennelijke bewonderaar elders een kopie van het pand bouwen "zonder dat bouwheer of architect zich in het minst bekreunden om het auteursrecht der heeren Stuivinga", dat hij vervolgens ook nog dezelfde naam gaf. De broers waren van deze gang van zaken weinig gecharmeerd en ze spraken de verantwoordelijke architect op zijn handelwijze aan. Aanvankelijk beriep deze zich op onbeduidende verschillen tussen zijn ontwerp en dat van de Stuivinga's, maar nadat tot hem was doorgedrongen dat de Auteurswet niet enkel op letterlijke imitaties betrekking heeft, besloot hij de broers ter schadevergoeding 350 gulden aan te bieden en zo een gerechtelijke procedure te vermijden. De Stuivinga's gingen daarmee akkoord. Hoewel ze in een rechtszaak vermoedelijk een hoger bedrag hadden kunnen bedingen, vonden ze "eene erkenning van het ongeoorloofde karakter der nabootsing" van groter belang. Ze behielden zich wel het recht voor "aan het geval de door hen noodig geoordeelde publiciteit te geven als waarschuwend voorbeeld voor anderen, die eveneens neigingen mochten gevoelen, om zich met andermans veeren te tooien".

#### Na de oorlog

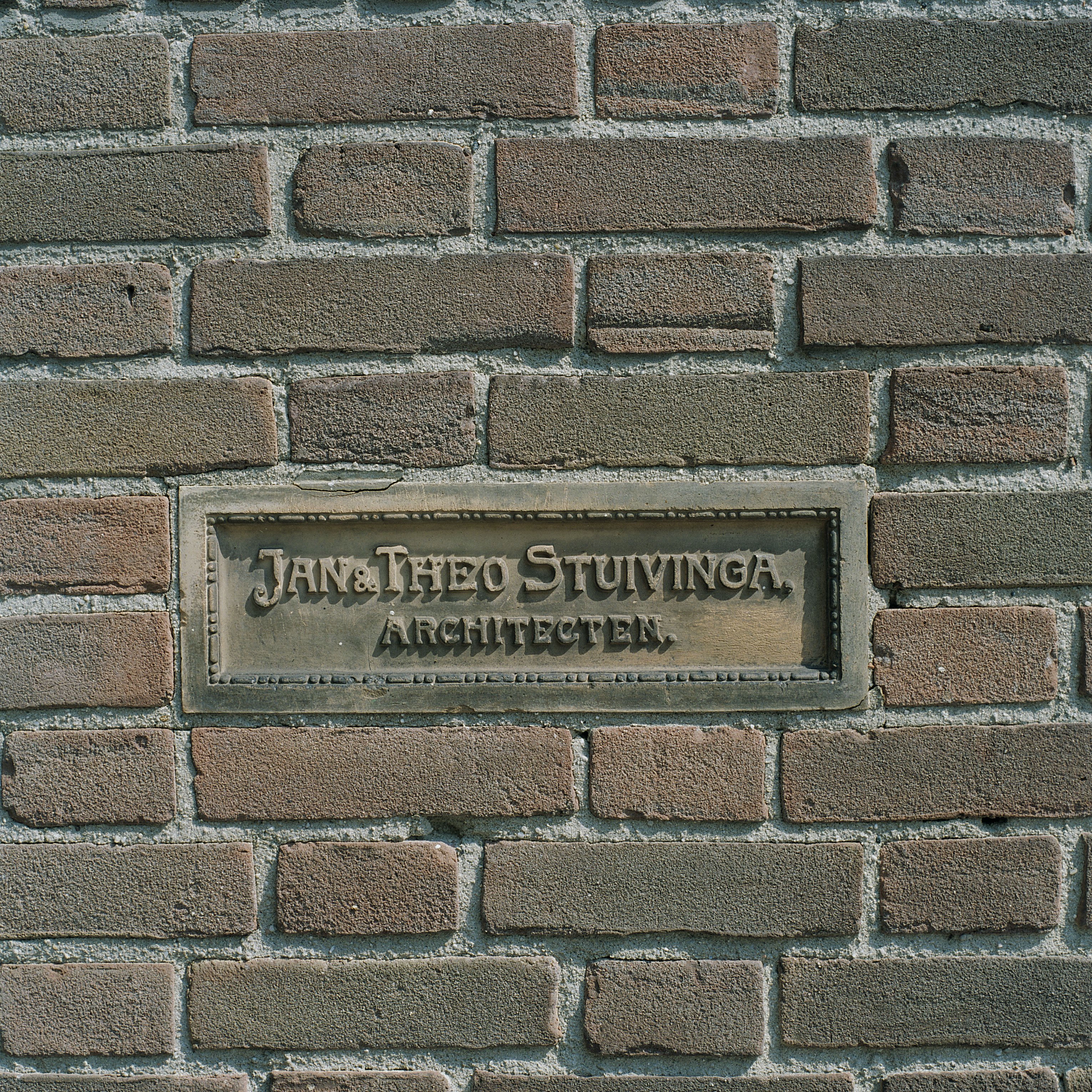
Gevelsteen in de hervormde kerk van Emmen, in 1923 gebouwd naar een ontwerp van Jan en Theo Stuivinga

Na de Tweede Wereldoorlog stond het architectenbureau van de Stuivinga's minder in de belangstelling en nam het aantal opdrachten af. Doordat de broers met name vanaf het begin van de jaren vijftig zich af en toe met andere architecten associeerden, zij het steeds voor korte tijd, veranderde het kantoor regelmatig van naam. De samenwerking met de uit Delft afkomstige J.J. Tuynenburg Muys (1916–1994) zou echter langer duren. Deze architect kwam in 1951, kort nadat hij zijn opleiding had voltooid, op het kantoor van de Stuivinga's werken, dat daarna werd omgedoopt tot Stuivinga/Tuynenburg Muys. Rond 1955 trok Jan Stuivinga zich uit het bureau terug, waarna Tuynenburg Muys geleidelijk de leiding overnam en het kantoor Tuynenburg Muys & Stuivinga kwam te heten. Vanaf die tijd werd het werk van het bureau minder veelzijdig en meer gericht op het ontwerpen en verbouwen van grote ziekenhuizen, vooral in de provincie Utrecht. Na het overlijden van Theo Stuivinga in 1959 werd het kantoor voortgezet onder de naam Tuynenburg Muys. Het zou tot 1975 blijven bestaan, waarna het archief van het bureau werd geschonken aan de Stichting Architectuur Museum, een van de voorlopers van het Nederlands Architectuurinstituut (NAI).
Jan Stuivinga is in juni 1962 te Zeist op 80-jarige leeftijd overleden.

## Werken (selectie)

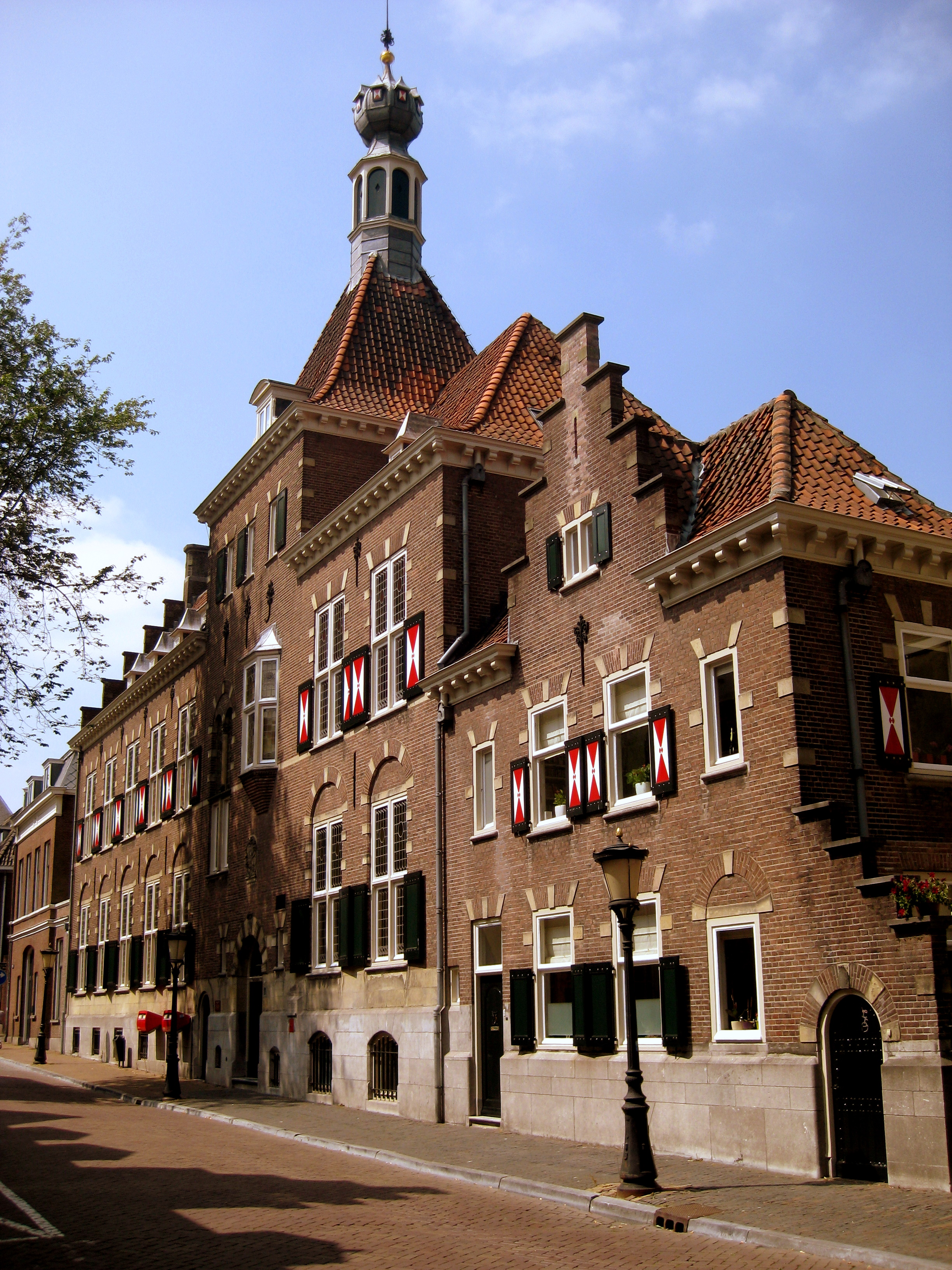
Openbare Leeszaal aan de Voetiusstraat 2-4 uit 1910 in Utrecht (2011)

De door Jan Stuivinga al dan niet samen met zijn broer Theo ontworpen rijksmonumenten zijn:
- 1907–1908: Raadhuis, Zeist[3]
- 1908–1909: Huize Veldheim, Zeist[11]
- 1910: Villa Berkenhof (nu: Wingerdhof), Zeist (Stuivinga's eigen woonhuis)[12]
- 1910: Openbare Leeszaal aan de Voetiusstraat 2-4, Utrecht[10]
- 1911: Post- en telegraafkantoor, Zeist[6]
- 1912: Vier twee-onder-een-kapwoning gebouwd aan de E.E. Stolperlaan (voorheen Parklaan) in Veendam
- 1913: Villa Anderstein, Maarsbergen[13]
- 1913: Uitbreiding gemeentehuis, Veendam[14]
- 1914–1915: Landhuis De Lariks, Assen[15]
- 1915: Schoolgebouw met conciërgewoning en gymzaal, Veendam[16]
- 1916: Vier "middenstandswoningen" met aangebouwde schuren, Veendam[17]
- 1918: Landhuis Darthuizen, Leersum[18]
- 1922: Christelijk Lyceum, Lindenlaan 23 te Zeist
- 1923: Hervormde kerk, Emmen[9]
- 1924: Flatgebouw met 42 woningen, Utrecht[19]
- 1924: Flatgebouw met 42 woningen, Utrecht[20]
- 1926: Herenhuis met personeelswoning, Den Haag[21]
- 1927: Lasonderkerk, Enschede[22]
- 1930: Hoofdgebouw van het voormalige Wilhelminaziekenhuis, Assen[23]
- 1931: Kantoorgebouw voor de firma Gerritsen en Van Kempen, Zeist[24]
- 1931–1932: Hervormde kerk met kosterswoning, Heerlen[25]